# Kerstin Stråby
Kerstin Stråby, född 30 juni 1935, död 8 maj 2015 i Umeå, var en svensk professor i molekylärbiologi. 
Stråby växte upp i Boden men flyttade inför skolstarten till Östersund, där hon tog studenten 1954 innan hon sökte sig till Uppsala för vidare studier.
Kerstin Stråby – bland kollegerna kallad "Kris" – disputerade 1968 i biokemi vid Uppsala universitet, och rekryterades därefter till Umeå universitet, där hon utvecklade grundutbildningen i mikrobiologi.
I sin forskning intresserade sig Stråby bland annat för funktionen av tRNA i jäst, och hon tog i mitten av 1980-talet initiativ till bildandet av forskarnätverket the Nordic Yeast Research Community (NYRC).
Stråby engagerade sig från slutet av 1970-talet i Delta Kappa Gamma, en internationell förening för kvinnliga pedagoger, och var åren 1993–1995 riksordförande för dess svenska verksamhet. 
Stråby var under flera år medlem i Naturvetenskapliga forskningsrådet, och som sådan svensk representant i forskningsnätverket European Molecular Biology Laboratory (EMBL), vars svenska nod MIMS (Molecular Infection Medicine Sweden) är lokaliserad till Umeå universitet . Åren 2003–2005 var hon också ledamot av styrelsen för Institutet för Rymdfysik i Kiruna.